# براينت سميث
براينت سميث (بالإنجليزية: Bryant Smith)‏ مواليد 21 أكتوبر 1977 في الولايات المتحدة، هو لاعب كرة سلة أمريكي معتزل. يبلغ طوله 6 قدم 9 بوصة (2.1 م). لعب مع إم زد تي سكوبيه في كأس أوروبا لكرة السلة وكابيتانس دي أرسيبو في دوري بورتوريكو لكرة السلة.

## روابط خارجية
- براينت سميث على موقع كرة السلة الأوروبية.كوم (الإنجليزية)
- براينت سميث على موقع كلية كرة السلة في سبورتس رفرنس.كوم (الإنجليزية)
- براينت سميث على موقع ريلجم (الإنجليزية)
- براينت سميث على موقع بروبوليرز (الإنجليزية)
- براينت سميث على موقع سبورتس رفرنس (الإنجليزية)